# Luis Mariano
Luis Mariano, właściwie Mariano Eusebio González y García (ur. 13 sierpnia 1914 w Irun, Baskonia; zm. 14 lipca 1970 w Paryżu) – francuski śpiewak operetkowy, aktor i artysta telewizyjny narodowości baskijskiej.